# Tachigali paraensis
Tachigali paraensis là một loài thực vật có hoa trong họ Đậu. Loài này được (Huber) Barneby miêu tả khoa học đầu tiên năm 1996.